# Sprachstandserhebung
Sprachstandserhebungen sind Prozesse, die mittels pädagogisch einsetzbarer Verfahren Aussagen über die Fähigkeiten von Kindern und Jugendlichen in ungesteuert erworbenen Sprachen zu einem bestimmten Zeitpunkt ihrer Bildungsbiografie liefern. Bei zwei- und mehrsprachigen Kindern steht dabei die sogenannte Interlanguage oder Interimssprache im Blickpunkt der Untersuchungen. Zunehmend werden Verfahren der Sprachstandserhebung auch bei erwachsenen Flüchtlingen eingesetzt.

## Anfänge
Zum ersten Mal kam die Diskussion zur Sprachstandsfeststellung von Kindern mit Deutsch als zweiter Sprache in den 1970er Jahren auf, und im Laufe der 1970er und 1980er Jahre wurden die ersten systematischen, wissenschaftlichen Verfahren, wie die Profilanalyse (Clahsen 1985), entwickelt. Allerdings wurde hierbei lediglich der Sprachstand des Deutschen untersucht. Die Muttersprache der Kinder wurde zumeist vernachlässigt und selten in die Analyse miteinbezogen, da man ihr keine Relevanz zuschrieb. Der Gesamtumfang des Begriffs Sprachstand wurde erst später diskutiert. Auf Grund mangelnder wissenschaftlicher Grundlagen zur Zweitspracherwerbsforschung gestaltete sich die Suche nach geeigneten Erhebungsinstrumenten als schweres Unterfangen. Häufig kritisierten die Autoren der Verfahren im Anschluss ihre Methoden selbst. Statistische Studien und Datenerhebung mittels Tests galten in den 1980er Jahren als mangelhaft und genossen kein hohes Ansehen. Erst Ende der 90er Jahre endete der aufgekommene Stillstand in der Entwicklung von Instrumenten zur Sprachstandserhebung. Mit „Bärenstark“, einem Berliner Verfahren, wurde im Zuge der PISA-Studie und deren Ergebnissen eine großangelegte Untersuchung zum Sprachstand von Kindern zum Zeitpunkt der Einschulung durchgeführt. Es hat sich herausgestellt, dass die Lesekompetenzen maßgeblichen Einfluss auf den Schulerfolg haben. Speziell Kinder und Jugendliche mit Migrationshintergrund wiesen in diesem Bereich erhebliche Schwächen auf, und somit führte die Diskussion zu einer neuen Konzentration auf die Diagnostik und die Förderung im Elementarbereich. Fast alle Bundesländer folgten dem Berliner Beispiel, in dem sie es übernahmen oder eigene Verfahren zu Sprachstandsdiagnostik entwickelten.

## Ziele
Gut ein Drittel der unter Fünfjährigen in Deutschland sind Kinder mit Migrationshintergrund, und dem Statistischen Bundesamt zufolge wächst die Zahl stetig. Das Erlernen der deutschen Sprache passiert in den ersten Lebensjahren ungesteuert, z. B. im Kindergarten oder auf dem Spielplatz. Nicht nur durch PISA wissen wir, dass ebendiese Kinder vermehrt Schwierigkeiten in den ersten Schuljahren haben und die Zahlen der Kinder mit Deutsch als Zweitsprache in deutschen Haupt- und Förderschulen überproportional hoch sind. Da die Sprachkompetenz Auswirkungen auf die Schullaufbahn und diese wiederum Einfluss auf das spätere Berufsleben hat, ist der Anlass zu einer systematisch angelegten Datenerhebung bereits im Vorschulalter gegeben.
Es wird im Allgemeinen zwischen Zuweisungsverfahren und förderdiagnostischen Verfahren unterschieden. Ziel der Zuweisungsverfahren ist es, herauszufinden, ob bei den betreffenden Kindern oder Jugendlichen Sprachförderbedarf besteht. Sie haben den Anspruch, möglichst detaillierte und eindeutige Resultate hervorzubringen (z. B. logopädische Behandlung bzw. Berechtigung oder Verpflichtung zum Besuch einer unterrichtsbegleitenden Sprachförderung). Die förderdiagnostischen Verfahren werden eingesetzt, um die jeweiligen spezifischen Fördermaßnahmen zu ermitteln (z. B. Wortschatz, Aussprache, Grammatik). Förderdiagnostische Verfahren sollen also förderdidaktische Entscheidungen begründen. Deshalb ist es wichtig, dass die Sprache in verschiedenen Dimensionen erhoben wird. Dazu zählen die kommunikativen Fähigkeiten, die aktuellen Sprachkenntnisse, die Sprachaneignungsstrategien und die Sprachsituation.

## Verfahren
Die Verfahren zur Sprachstandserhebung können zunächst in standardisierte (normierte) und informelle Verfahren gegliedert werden. Den standardisierten Verfahren liegt eine Altersnorm zugrunde, die erlaubt, die individuellen sprachlichen Leistungen zu bewerten und in eine Rangfolge einzuordnen. Die normierten Verfahren sind nur bedingt für mehrsprachige Kinder anwendbar. Mit Hilfe dieser Verfahren kann man ermitteln, welche mehrsprachigen Schülerinnen und Schüler nicht den Sprachstand in der Zweitsprache haben, die dem Stand der einsprachig deutschen Schülerinnen und Schüler desselben Alters entspricht. Diese Verfahren verschaffen nur einen ersten Eindruck über den Sprachstand eines Kindes oder eines Jugendlichen. Um einen genaueren Überblick über den Sprachstand zu erhalten, müssen informelle Verfahren und weitere Beobachtungen herangezogen werden. Im Gegensatz zu den formellen Verfahren zielen die informellen Verfahren nicht auf die Bewertung und Einordnung in eine Rangfolge ab, sondern dienen der Erfassung individueller Voraussetzungen und Leistungen, woraus später gegebenenfalls Fördermaßnahmen getroffen werden können.
Wie aus Band 11 der Bildungsreform des Bundesministeriums für Bildung und Forschung hervorgeht, lassen sich vier Verfahrenstypen unterscheiden: Schätzverfahren, Beobachtungsverfahren, Profilanalysen und Tests. Im Folgenden werden die vier Verfahrenstypen vorgestellt und anhand der bekanntesten in Deutschland durchgeführten Verfahrensbeispiele erläutert.

### Schätzverfahren
Schätzverfahren kann man als bewertende Einordnungen von Sprachkenntnissen nach dem persönlichen Eindruck anhand vorgegebener Skalen beschreiben. Diese Verfahren ermöglichen die Sprachstandserhebung sowohl auf Basis von Fremdeinschätzungen durch Eltern oder anderen Personen im unmittelbaren Umfeld des Kindes als auch auf Basis von Selbsteinschätzungen des Kindes.
Schätzverfahren kommen, in Form standardisierter Befragungen, besonders bei Kleinkindern zum Einsatz, da es für sie verhältnismäßig wenige Testverfahren gibt. Sie sind vergleichsweise zeitsparend, bergen aber Gefahr in zweierlei Hinsicht. Einerseits bleibt die Bedeutung der Skalenwerte vage und andererseits beruht die Zuordnung von Sprachwahrnehmung zu den Skalenwerten auf subjektiven Urteilen. Konkretheit und Differenziertheit der Vorgaben und die Kombination von Selbst- und Fremdeinschätzungen sind mögliche Strategien zur Minderung dieser Gefahren.

#### ELFRA-1 / -2
Bei ELFRA-1 und ELFRA-2 handelt es sich um den Elternfragebogen für einjährige Kinder und den Elternfragebogen für zweijährige Kinder. Die Verfahren wurden im Jahre 2000 von Dr. Hildegard Doil und Hannelore Grimm ausgearbeitet. Es handelt sich dabei um ein Schätzverfahren für die Sprachstandserhebung unter Anwendung der Fremdeinschätzung der Kinder durch einen Elternteil, meistens die Mutter.
Der ELFRA-1 setzt sich aus vier Entwicklungsskalen zusammen: Sprachverständnis, Sprachproduktion, Gesten und Feinmotorik. Die Skala Sprachproduktion berücksichtigt nichtsprachliche und frühsprachliche Laute, Imitationsleistungen und rhythmisch-prosodische Merkmale. Der rezeptive Wortschatz sowie semantisch adäquate Reaktionen auf kurze verbalisierte Aufforderungen werden mit Hilfe der Entwicklungsskala Sprachverständnis erfasst. Die Gestenskala fungiert als Brücke von der vorsprachlichen zur sprachlichen Entwicklung und die entwicklungsneurologischen Funktionen werden durch die Feinmotorikskala dokumentiert. Nach dem Ausfüllen des Elternfragebogens, unter Berücksichtigung der vorgegebenen Kriterien, wird der sprachliche Entwicklungsstand des Kindes eingeschätzt.
Der ELFRA-2 Fragebogen enthält eine Wortschatzskala, mit der der produktive Wortschatz gemessen wird, sowie eine Entwicklungsskala Syntax und eine Entwicklungsskala Morphologie entsprechend den Entwicklungsaufgaben des zweiten Lebensjahres.

### Beobachtungsverfahren
Bei Beobachtungsverfahren wird der Sprachstand eines Kindes durch das Beobachten und Beschreiben seiner Handlungen in alltäglichen oder gestellten Handlungssituationen ermittelt. Grundlage dieser Verfahren bildet ein Beobachtungsbogen mit Anleitungen für das systematische und differenzierte Beobachten. Beobachtungsverfahren werden schwerpunktmäßig im Elementarbereich eingesetzt, als Teil von Entwicklungsbeobachtungen. Im Unterschied zu den Schätzverfahren, wird bei den Beobachtungsverfahren in erster Linie das sprachliche Handeln aus pädagogischer Sicht beschrieben, und es findet keine Bewertung statt.

#### SISMIK
Das Verfahren für Sprachverhalten und Interesse an Sprache bei Migrantenkindern in Kindergarteneinrichtungen, kurz SISMIK, wurde im Jahr 2003 von Michaela Ulich und Toni Mayr vom Staatsinstitut für Frühpädagogik in München entwickelt. Dieses Beobachtungsverfahren, das direkt für die Anwendung durch pädagogische Fachkräfte gedacht ist, soll nicht nur zur Sprachstandserfassung beitragen, sondern auch zur Bestimmung der Sprachfördermaßnahmen. Mit dem Beobachtungsbogen SISMIK, der für Kinder im Alter von ca. dreieinhalb bis sechs Jahren geeignet ist, werden sowohl der Sprachstand, als auch die Sprachlernmotivation und der Lernprozess bewertet. Das Verfahren ermöglicht eine gezielte Beobachtung und Dokumentation der Sprachenentwicklung von Migrantenkindern, auf deren Grundlage entsprechende Sprachfördermaßnahmen eingesetzt werden können.

### Profilanalyse
Zunächst wurden Profilanalysen in der Sprachheilpädagogik eingesetzt (Clahsen 1996) und fanden dann Eingang in die Zweitsprachdidaktik. Profilanalysen sind ebenso wie Beobachtungen besonders auf die sprachlichen Qualifikationen eines Kindes ausgerichtet und können signifikante Stärken und Schwächen aufdecken. Durch Analyse von quasi-natürlichen Sprech-/ Schreibproben wird ein sprachliches Kompetenzprofil erstellt, wobei verschiedene sprachliche Teilqualifikationen durch Indikatoren – wie z. B. Formen oder Stellung des Verbs – erfasst werden. Entgegen dem Vorgehen bei Beobachtungen liegt einer Profilanalyse eine Audioaufnahme der Handlungssituationen zu Grunde, die aufwändig ausgewertet werden muss. Der höhere Zeitaufwand erlaubt allerdings differenziertere Aussagen und bei Bedarf individuelle Vertiefungen.

#### HAVAS 5
Das Hamburger Verfahren zur Analyse des Sprachstandes Fünfjähriger ist ein profilanalytisches Verfahren, das im Jahre 2003 von Hans Reich und Hans-Joachim Roth, im Auftrag der Behörde für Bildung und Sport, veröffentlicht wurde und sich auf die sprachliche Kompetenz eines Kindes bezieht. Ziel des Verfahrens ist, den Sprachentwicklungsstand eines Kindes im letzten Kindergartenjahr oder in der Vorschule individuell zu erfassen.
Das HAVAS 5 besteht aus einem Sprechimpuls – einer Bildergeschichte, Auswertungsbögen für die Sprachen Deutsch, Türkisch, Russisch, Polnisch, Italienisch, Spanisch und Portugiesisch, sprachenspezifischen Auswertungsmanualen inklusive Glossaren. Neben der Erhebung produktiver Fähigkeiten im Deutschen und der Familiensprache werden über einen gesonderten Fragebogen Kontextinformationen zur familiären Sprachpraxis erhoben.
Grundlage dafür bildet eine sechsteilige Bildergeschichte mit einem klaren Beginn und einem deutlichen Ende. Jedes der Bilder zeigt eine Katze und einen Vogel in Interaktion. In einer Einzelsituation wird diese Bildergeschichte von der prüfenden Person (z. B. Lehrkraft/Erzieher) einem Kind als Impuls vorgelegt. Mit den Worten „Was passiert da?“ wird dem Kind der Einstieg geboten. Des Weiteren sollte sich die interviewende Person deutlich zurückhalten und nur in Ausnahmefällen sprechen, da der Redefluss bei Kindern unterschiedlich schnell ins Laufen kommt. Das Gespräch wird dabei mit einem Aufnahmegerät aufgezeichnet. Anschließend wird die Aufnahme transkribiert und dann unter Zuhilfenahme eines Bewertungsbogens ausgewertet. Besonders betrachtet werden dabei die Stellung und Formen der Verben im Satz, die Anzahl der Verben und die Satzverknüpfungen (Wortschatz, Morphologie und Syntax). Aber auch die Bewältigung der Erzählaufgabe und die Bewältigung der Gesprächssituation werden in die Erhebung einbezogen. Aus den Ergebnissen wird ein Sprachprofil des Kindes erstellt.

### Tests
Tests sind theoriegeleitete Abfragen sprachlicher Handlungsfähigkeiten oder einzelner Komponenten der Sprachsysteme, die standardisiert oder zumindest standardisierbar sind und einen hohen Grad an Objektivität erstreben. Im vorschulischen und schulischen Bereich werden Tests speziell zu Zwecken einer ersten Ermittlung von Sprachförderbedarf (Screening) eingesetzt. Sie werden genutzt um einzelne sprachliche Teilqualifikationen zu erheben. Die Erhebung findet dabei im Rahmen stark kontrollierter Handlungssituationen statt, wodurch das kommunikative Handeln der Kinder meist gesteuert oder eingeschränkt wird. Durch diese kontrollierten Situationen ergibt sich aber auch die Möglichkeit, die erbrachten Testleistungen vergleichen zu können. Problematisch ist bei Tests das Rückschließen von Leistungen in Teilqualifikationen auf die Gesamtleistung, da diese dazu auf entsprechenden Theorien basieren müssen, die solche Rückschlüsse erlauben. Das ist aber nicht immer der Fall. Ob oder inwieweit sie dazu geeignet sind, ungesteuert erworbene Sprache, insbesondere im Kontext von Zwei- und Mehrsprachigkeit angemessen zu erfassen, ist strittig.

#### Bärenstark
Bärenstark wurde in den 1990er Jahren in Berlin entwickelt und war das erste offizielle Instrument zur Sprachstandserhebung, das als Grundlage für die Entwicklung anderer Verfahren diente. Es wurde bei Kindern in der Schuleingangsphase eingesetzt und untersuchte den Sprachstand bzw. den Sprachförderbedarf sowohl bei Kindern mit Migrationshintergrund als auch bei einsprachigen deutschen Kindern. Kontextinformationen zur familiären Sprachpraxis werden neben der Testdurchführung ebenfalls erhoben. Da das Verfahren als Test angelegt war, waren die Aufgaben zu den einzelnen Bereichen standardisiert und die Ergebnisse flossen in ein Punktwertsystem ein.
Der Durchführungsort von Bärenstark in Berlin war die jeweilige Grundschule und zumeist führten die Lehrkräfte den Test durch. In dem ca. 30-minütigen Vorgang wird dem Kind ein Teddybär vorgestellt, welcher als Vertrauensfigur fungiert. Dieser Teddybär wird im Raum platziert und das Kind soll sagen, wo sich der Bär befindet. Dazu wird dem Kind eine Bilderreihe vorgelegt, auf der ebenfalls Tiere zu sehen sind. Das vom Kind Gesprochene wird Wort für Wort protokolliert. Es werden ausschließlich die Fähigkeiten in der deutschen Sprache erhoben und im Mittelpunkt der Untersuchung stehen Grammatik und Wortschatz. Die Aufgaben umfassen die Benennung von Körperteilen (aktiv und passiv), Handlungsbeschreibungen, die nach morphologischen und syntaktischen Aspekten ausgewertet werden, die Benennung von Unterschieden sowie Präpositionalgruppen mit lokaler Bedeutung. Die wachsende Kritik an diesem Verfahren bezog sich zum einen auf das an der Erwachsenengrammatik orientierten Sprachverständnis und zum anderen auf die Auswertung im Punktwertsystem. Bei zwei- oder mehrsprachigen Kindern wurde die Erstsprache nicht mit in die Auswertung einbezogen.

### Weitere Verfahren im Bereich der Sprachstandserhebung
- LiSe-DaZ[7]
- Cito-Sprachtest
- Bayrisches Screening
- Tulpenbeet
- SETK 3-5
- SFD-Testverfahren
- Fit in Deutsch
- HASE
- Bumerang
- Deutsch Plus
- Niveaubeschreibungen DaZ